# Gomphus dingleyae
Gomphus dingleyae är en svampart som beskrevs av Segedin 1985. Gomphus dingleyae ingår i släktet Gomphus och familjen Gomphaceae.   Inga underarter finns listade i Catalogue of Life.